# Cristina Plaza
Cristina Plaza (Medinaceli, 1962), l'any 1987 comença els estudis a l'Escola d'Art i Disseny de la Diputació de Tarragona, on obté la titulació oficial en l'especialitat de pintura i, posteriorment, la d'especialista de gravat. Més tard, la llicenciatura d'Història de l'Art a la Universitat Rovira i Virgili. Comparteix taller a Tarragona amb el seu professor i amic Antoni Alcàsser. Més tard, el taller s'amplia amb la incorporació d'Ana de Quiroga i Katia Acín, primer al carrer major, després a la rambla Nova i finalment, al carrer de Talavera.
L'any 1992 va començar participant en mostres col·lectives de pintures a l'Ateneu de Tarragona, a la Sala d'art de Caixa Tarragona i a la Sala Kesse. L'any 1993 una pintura seva és seleccionada al Consurs Internacional de Pintura, Escultura i Dibuix Homenathe a Rafael Zabaleta, a Quesada, Jaén. El 1994 es decanta pel gravat i participa en dues mostres nacionals, el III Concurs internacional de Minigrabado Cidade de Ourense, al Museu Municipal d'Orense, i al II Premio Nacional de Grabado, al Museo de grabado Contemporáneo de Marbella. L'any següent participa en el XII Concurs Internacional de Grabado Máximo Ramos, al Ferro, i el 2000 pren part per primera vegada en una exposició internacional de gravat, Inse, a Villa Claudia, Feldkirch, Àustria. L'any següent obté el II Premi de Gravat de la Fundació Deutsche Stiftumg, a Alemanya.
El 2005 a l'Aula d'Art de la Universitat Rovira i Virgili, a Tarragona, va presentar El gest invisible. En els darrers anys continua participant en mostres col·lectives, amb grups de dones artistes, que volen incidir conceptualment en la problemàtica femenina, com No més violència i Visions de dones, el 2013; Mar de dones, el 2014, i Mirada de dones, el 2015, exposicions realitzades al Pati del Rei Jaume I de l'Ajuntament de Tarragona, en què continua insistint en la realció pintura i gravat, treballant amb tècniques mixtes i en la inserció de nous materials com el fil de coure o el fil ferro.
Obra: Malgrat que l'artista treballa preferentment el gravat, s'evidencia en la seva producció el gust per fusionar gravat i pintura. Una xilografia del 1995 n'és un bon exemple; és una obra que també ens serveix per parlar del tema que ha estat el fil conductor de la seva producció artística: l'existència, el pas del temps. Si observem la seva producció, veiem que li interessa particularment la representació del paisatge amb un mínim d'elements, definits per una línia de l'horitzó, que a la vegada li permet estructurar la composició en dos sectors clarament definits.